# Мухрада
Мухрада (Махарда, араб. محردة‎) — город на западе Сирии, расположенный на территории мухафазы Хама. Административный центр одноимённого района.

## Географическое положение
Город находится в западной части мухафазы, на левом берегу реки Оронт, на высоте 287 метров над уровнем моря.
Мухрада расположена на расстоянии приблизительно 17 километров к северо-западу от Хамы, административного центра провинции и на расстоянии 188 километров к северо-северо-востоку (NNE) от Дамаска, столицы страны. Ближайший гражданский аэропорт расположен в городе Латакия.

## Население
По оценочным данным 2013 года численность населения составляла 24 811 человек.
| 1981   | 2003   | 2013   |
| ------ | ------ | ------ |
| 12 816 | 19 666 | 24 811 |

В конфессиональном составе населения преобладают христиане.

## Известные уроженцы
- Игнатий IV — патриарх Антиохийский и всего Востока с 1979 года по 2012 год.
- Гада Шуаа — легкоатлетка, олимпийская чемпионка в семиборье 1996 года.